# Римська доба в Криму

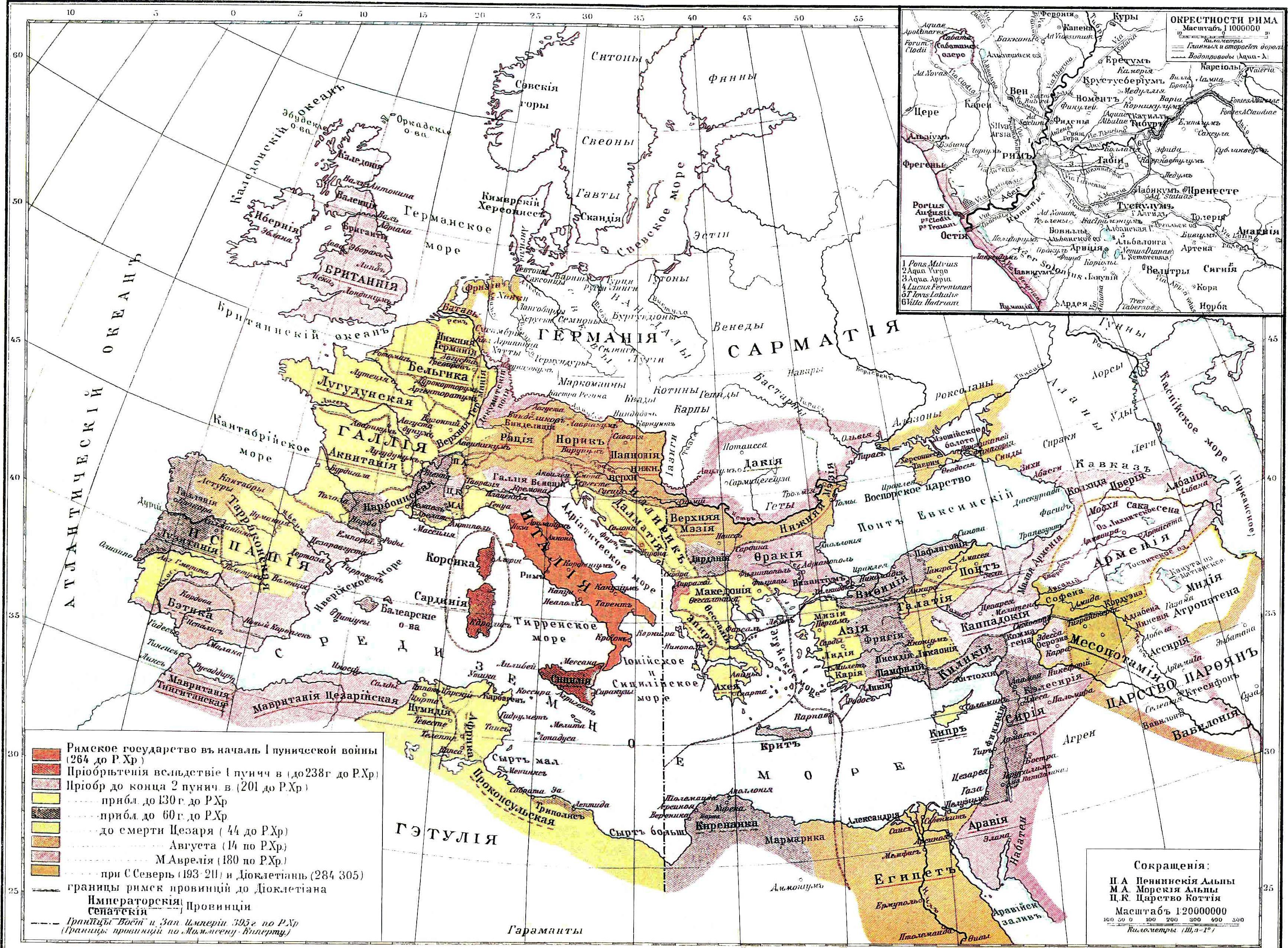

Римська доба історії Криму тягнеться від перетворення Боспорського царства на васала Римської республіки у 63 році до н. е. до 342 року, коли у Боспорському царстві було встановлено правителя під зверхністю готів. Римська влада поширювалася на півдні півострова (Херсонес Таврійський), а його східна частина була під владою Боспорського царства, яке на правах васала залежало від Риму.

## Проникнення Риму в Крим

### Передумови
У 114 році до н. е. боспорський цар Перісад V, що був невпевнений у своїх силах щодо боротьби зі скіфами, передав владу понтійському цареві Мітрідатові VI Євпатору. У відповідь на це виникло повстання скіфів під проводом Савмака. Повстанці вбили царя Перісада. Савмак був оголошений царем. Через рік, близько 110—109 рр. до н. е., полководець Мітрідата VI Діофант придушив повстання. Мітрідат VI був оголошений боспорським царем.
Понтійське царство також надавало допомогу в боротьбі зі скіфами Херсонесу Таврійському, у зв'язку з чим поліс потрапив у залежність від Боспору.

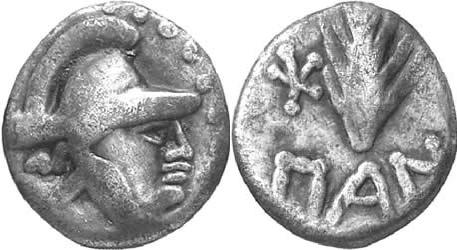
Монети царя Перісада V
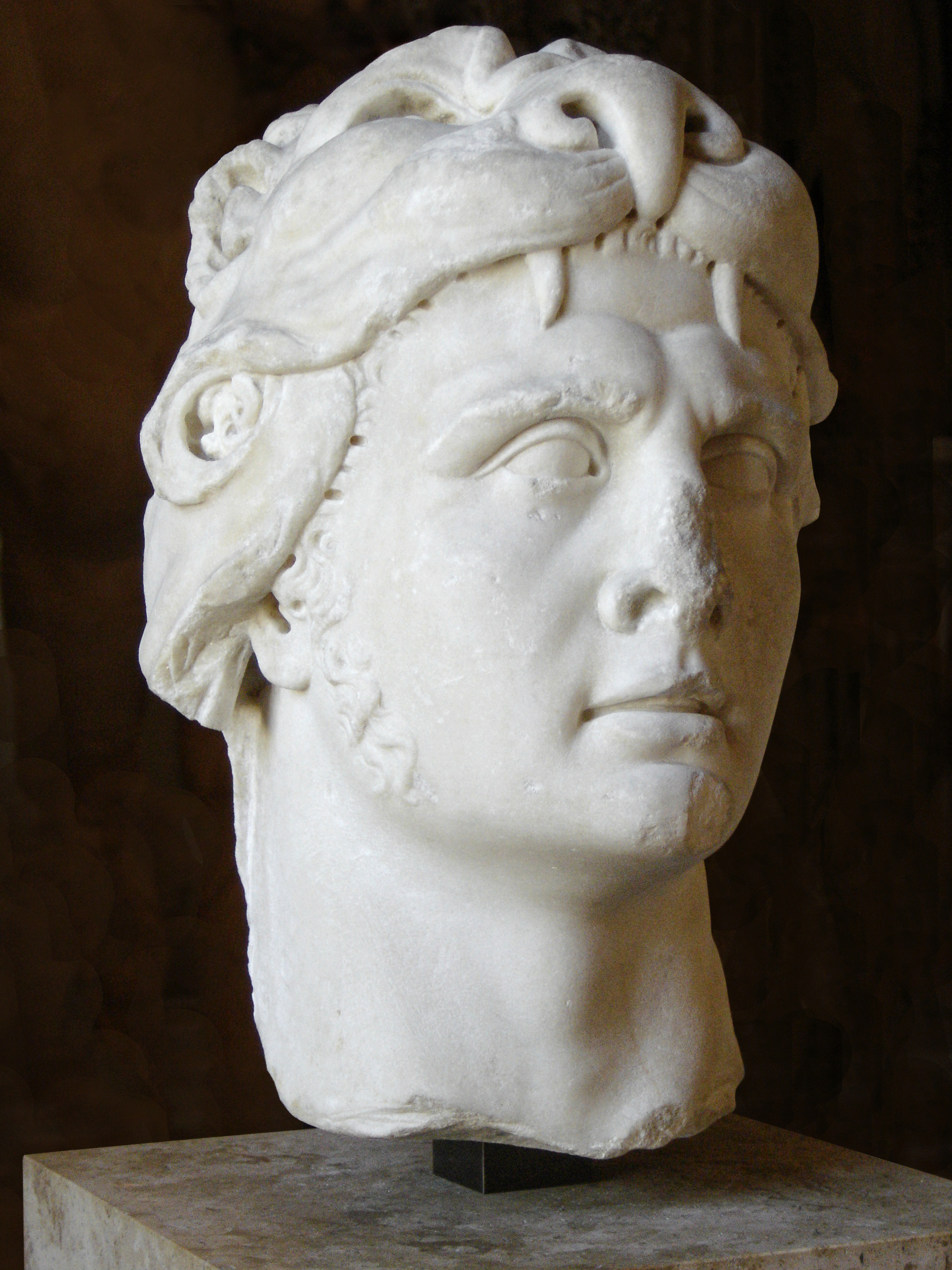
Мітрідат VI Євпатор
Розширення Боспорського царства (V ст. до н. е. — I ст. н. е.)

### Боротьба Мітрідата VI Євпатора проти Риму
У 75 році до н. е. Нікомед IV Філопатор, цар Віфінії, заповів своє царство Риму. Це не задоволило понтійського та боспорського царя Мітрідата VI Євпатора, який розпочав війну проти Риму. Результатом цієї війни була поразка царя від римського полководця Гнея Помпея. У 63 році до н. е. Мітрідат VI покінчив життя самогубством у Пантікапеї (сучасна Керч) — столиці Боспорської держави.
На престол зійшов син Мітрідата Фарнак II. Він прийняв поразку від Римської республіки. Його правління є початком існування Боспорського царства як васала Риму.

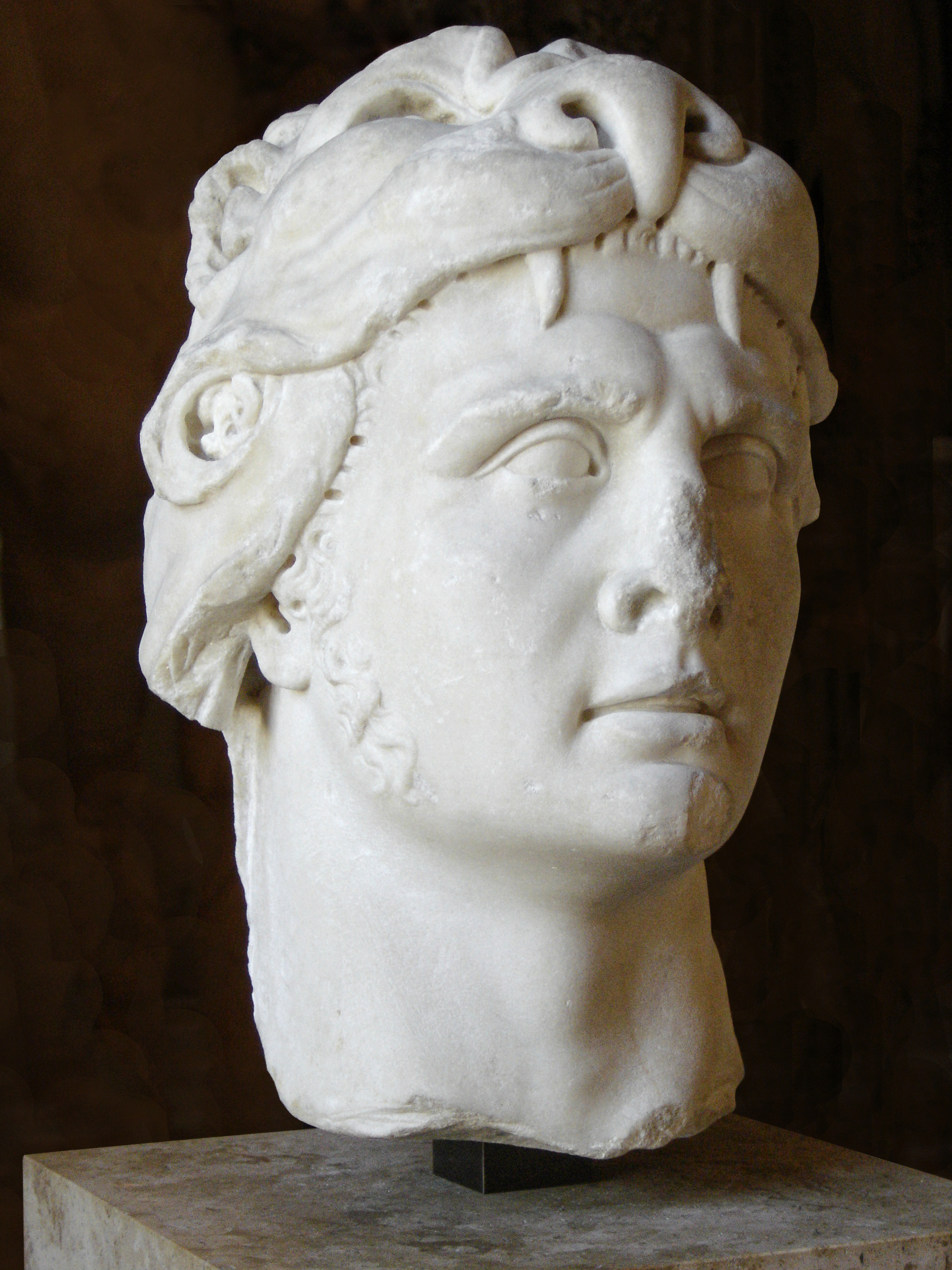
Мітрідат VI Євпатор
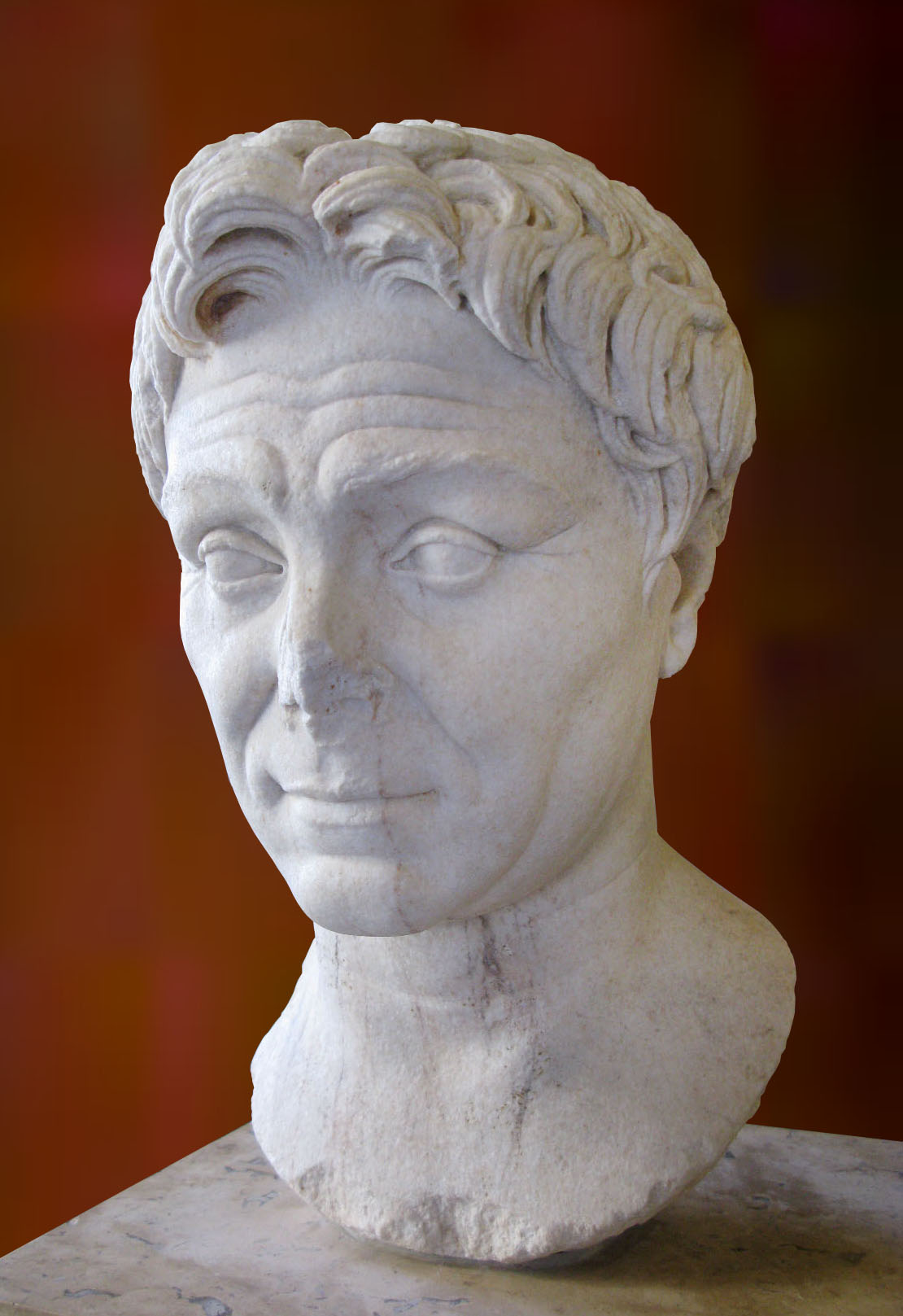
Гней Помпей Великий
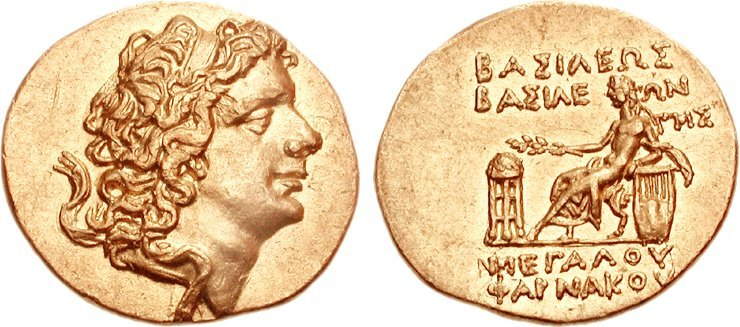
Монета царя Фарнака II

## Політичне існування Боспорської держави в часи римського панування

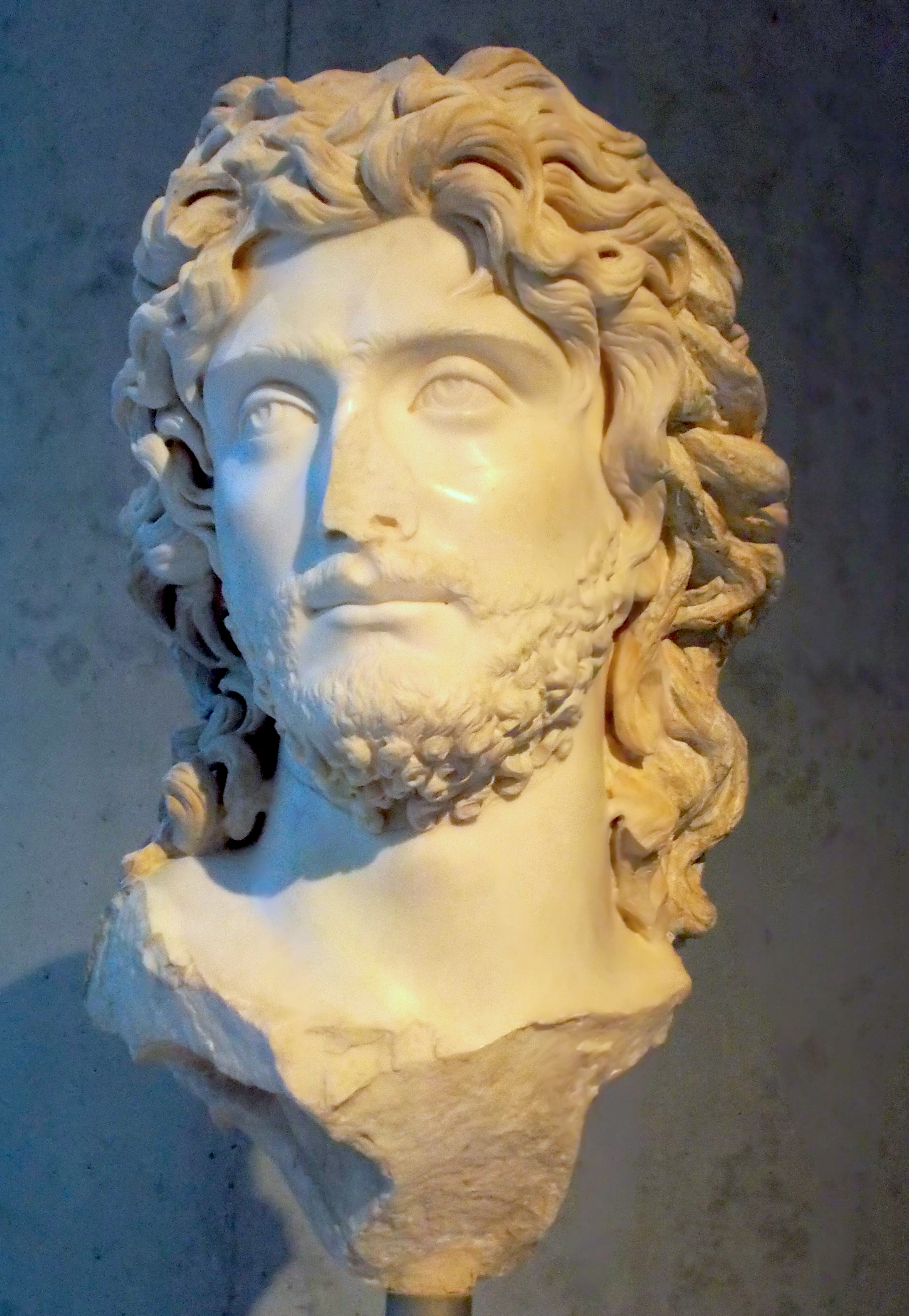
Савромат II

Боспорське царство формально не було включене до складу Римської імперії. Воно існувало як окрема спадкова монархія й надалі. Проте Боспорська держава перебувала під політичним впливом Риму та було його васалом. Римські імператори самостійно затверджували боспорських царів. У перших століттях нашої ери у державі правили представники династії Тиберіїв Юліїв.
У I—II століттях Боспорське царство вдруге переживало свій розквіт.
У 60-х роках імператор Нерон намагався підпорядкувати Боспорське царство Римській імперії, скасувавши його автономію, проте цей план зазнав невдачі через, зокрема, смерть імператора (68 рік).
У 174/175—210/211 роках державою правив цар Савромат II. За підтримки римських військ він приєднав гірську частину Криму, заселену таврами, та частину земель, заселених скіфами. Він підписав із Римом угоду про поділ Кримського півострова. Південний захід Криму з Херсонесом переходив до Римської імперії, а решта разом з іншими сусідніми територіями (сучасні захід Кубані та материкова частина Таврії) залишалася за Боспорським царством.
Із середини III століття Боспорське царство було об'єктом набігів готських племен, які спустошили державу близько 250 року.
У 341—342 роках готи здійснили новий набіг на Крим. На чолі зі своїм королем Германаріхом у 342 році вони захопили Пантікапей. У результаті цар Рескупорід VI та його син-співправитель Савромат V були вбиті або потрапили в полон. Готи поставили в Боспорському царстві свого ставленика — царя Рескупоріда VIII. Цю подію вважають завершенням римського панування в Криму. Однак, за Михайлом Грушевським, востаннє Боспорське царство згадується римським васалом у 366 році.
- Савромат II

## Військова присутність
Римська імперія в Криму (Боспорському царстві) була присутня військово весь час свого панування в регіоні. У різний час тут перебували окремі підрозділи різних римських легіонів: V Македонського, XI Клавдіївого, I Італійського, II Геркуліїв. Крім того, до кримських портів іноді входили судна Равеннського флоту. У III столітті для боротьби проти навал готів у Крим почали перекидати окремі загони балістаріїв.

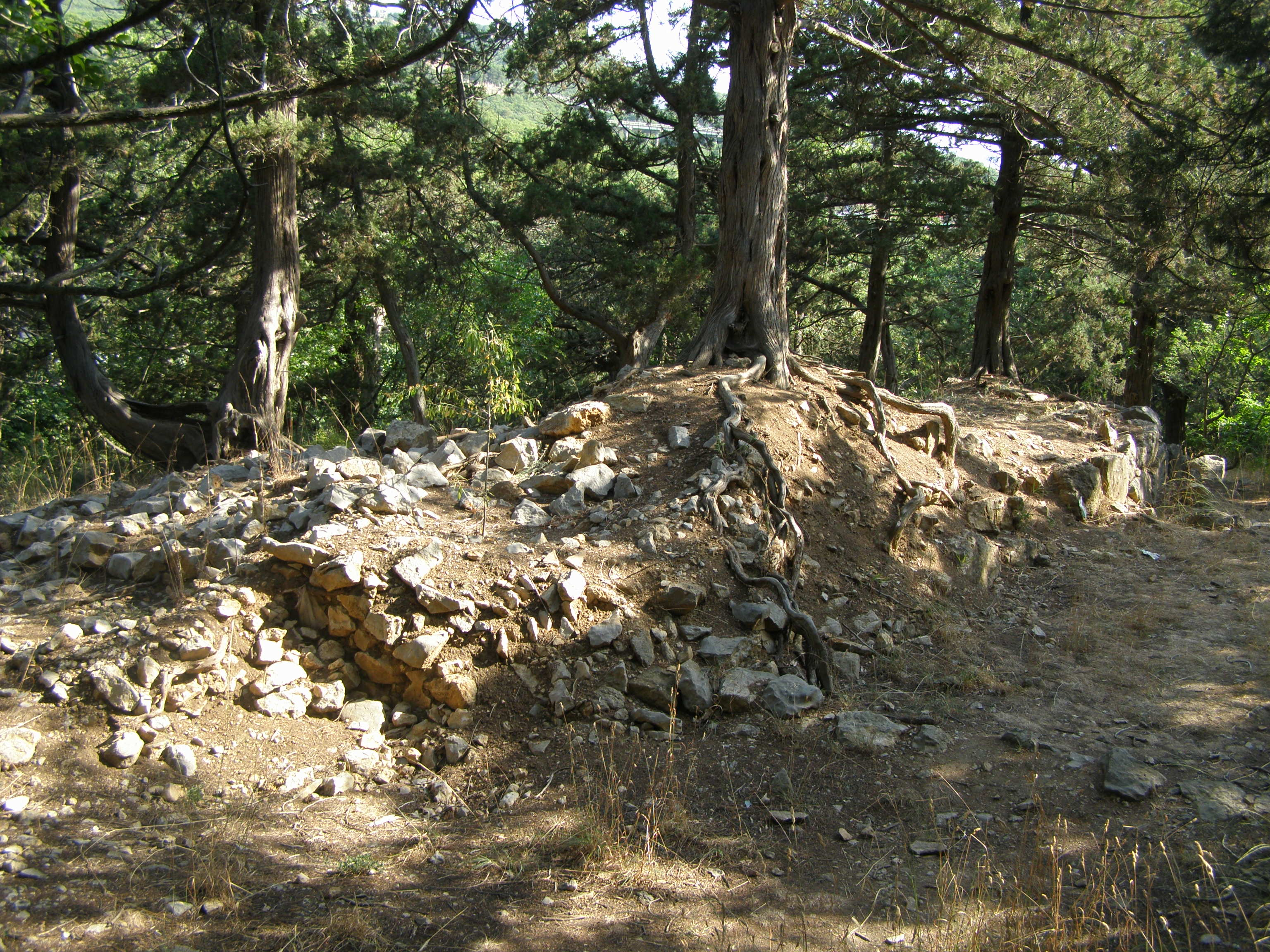
Залишки табору Харакс

Римська залога в Криму перебувала і в укріпленому таборі Харакс. Він був збудований у 70-х роках нашої ери.

## Вплив на економіку
Римський протекторат (Pax Romana) позитивно вплинув на економіку Криму та Херсонеса зокрема. У I—III століттях у Криму було стрімке економічне піднесення. Боспорське царство переживало період свого другого розквіту.
Відбувалося активне будівництво. Було укріплено міські стіни та вежі в Херсонесі. Будувалися нові храми, бані, водопровід; херсонеський театр був перебудований. Місто активно торгувало з великими торговельними центрами Чорного та Середземного морів, а також з містами Південного Причорномор'я — Гераклеєю, Синопом, Амастридою. Також у Херсонесі карбувалася золота монета. До міста завозили скляний та бронзовий посуд, різноманітну червоно-лакову кераміку, прянощі. Із міста вивозили сільськогосподарську продукцію, шкіру, солену та сушену рибу, рибні соуси. Рибальство стало окремою галуззю міського господарства.

## Вплив на культуру

### Культурна спадщина
Римська доба в Криму залишила після себе велику кількість сакральних пам'яток:
- залишки військового табору Харакс;
- залишки водопроводу поблизу Херсонеса;
- руїни римського амфітеатру в Херсонесі (заснований греками, перебудований в римську добу на арену для гладіаторських боїв);
- храм Юпітера Доліхена в Балаклаві;
- Календська тропа — залишки дороги римської конструкції.

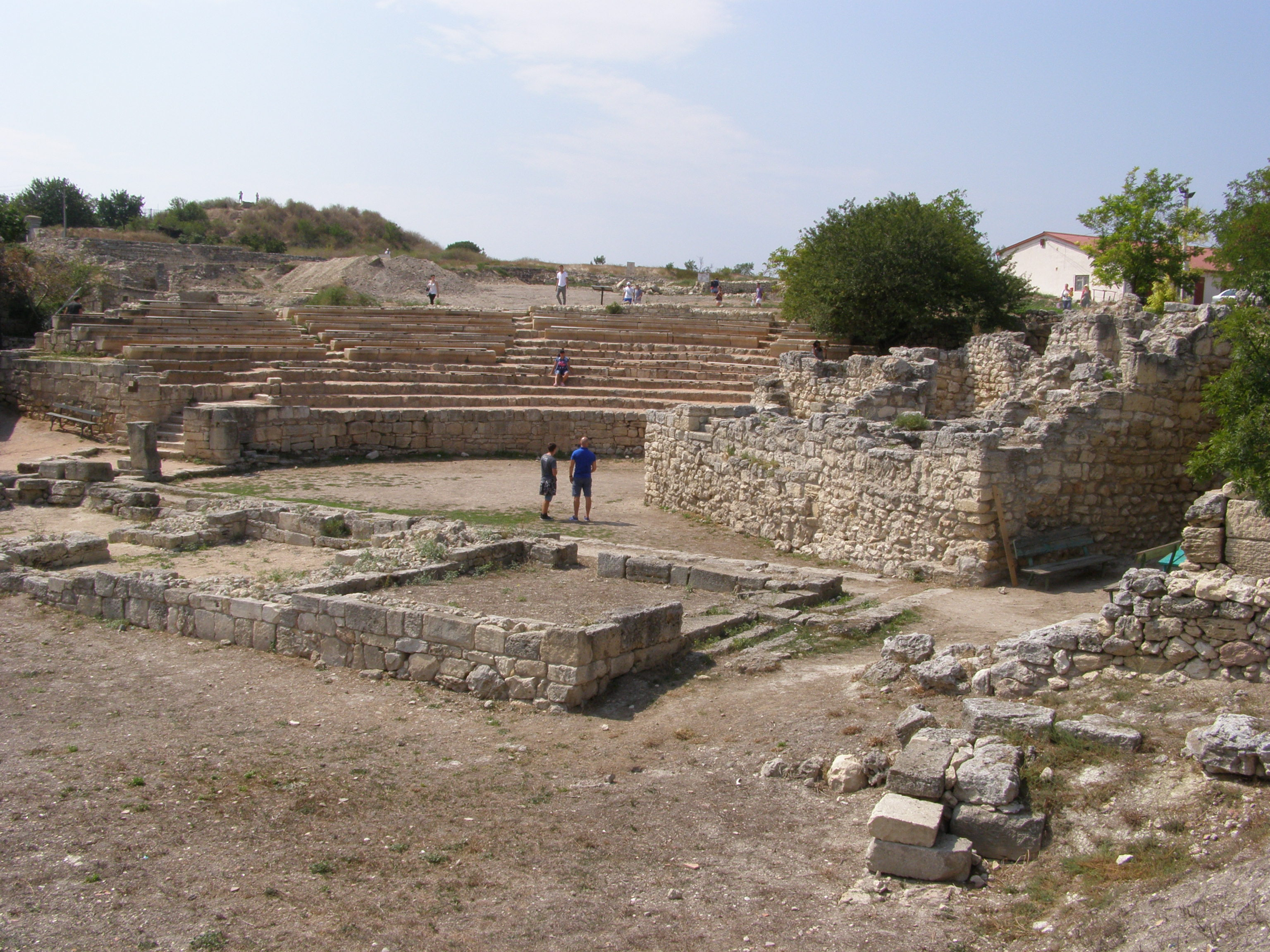
Античний амфітеатр у Херсонесі
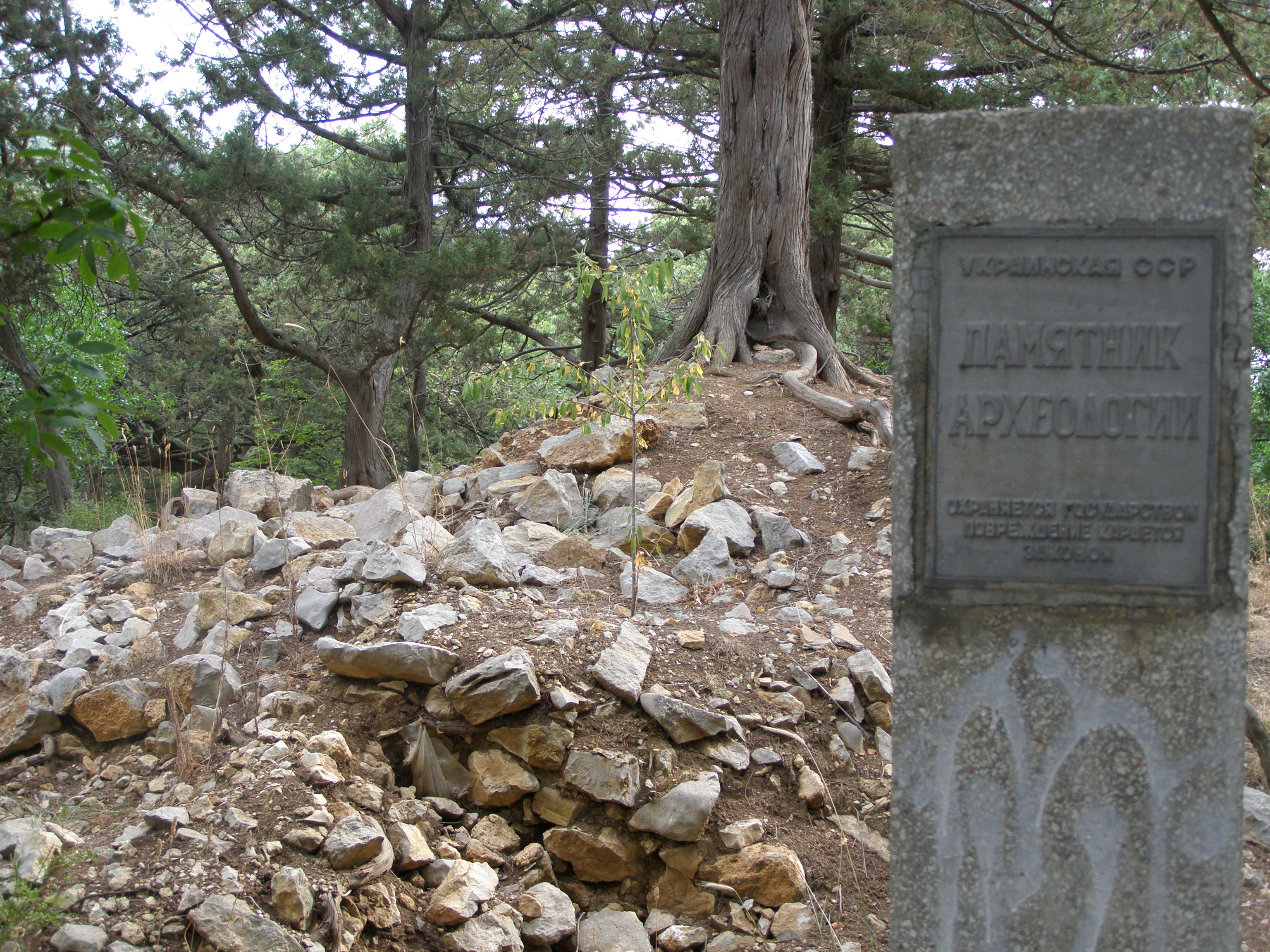
Залишки табору Харакс
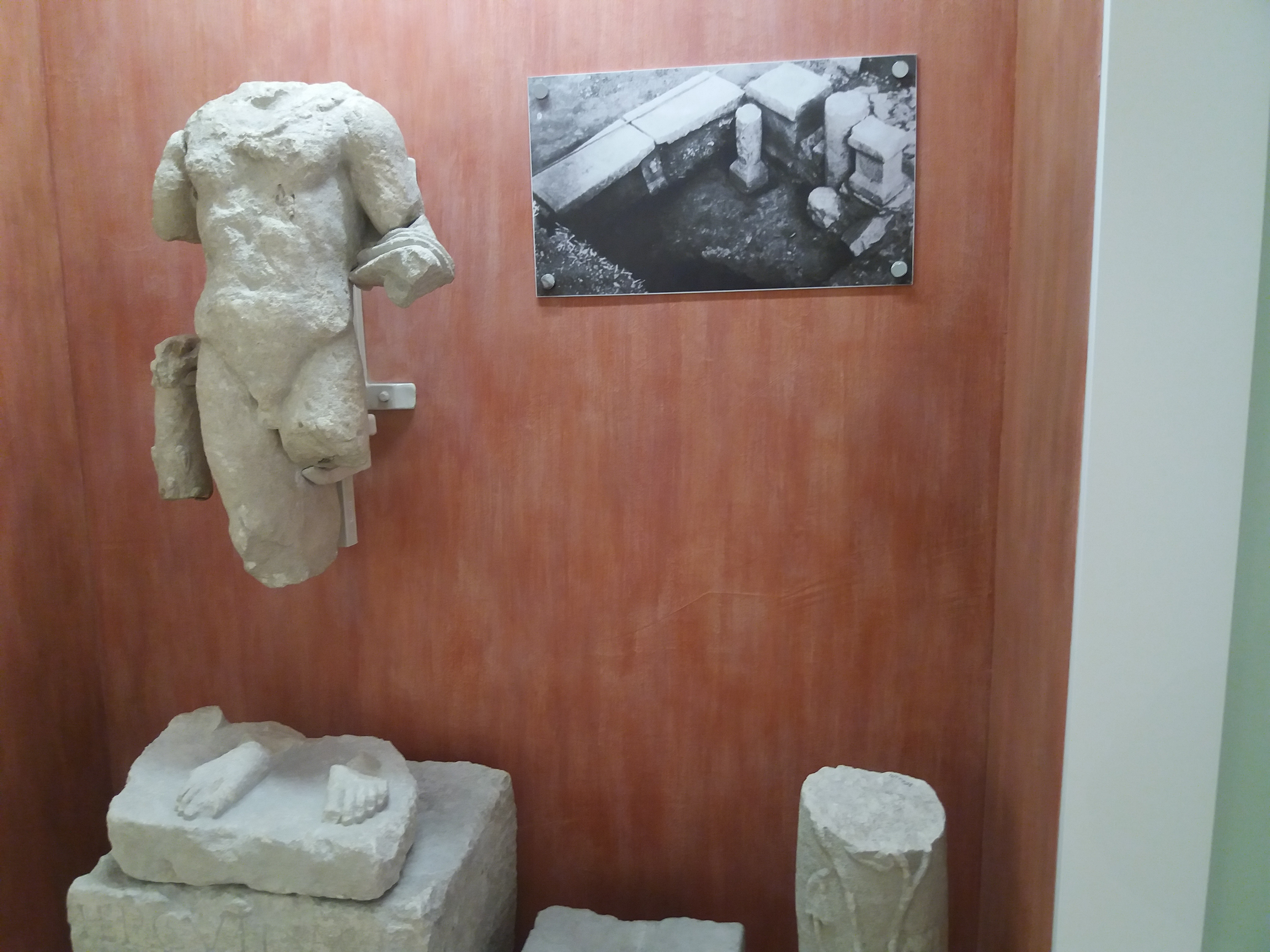
Статуя Геркулеса з храму Юпітера Доліхена
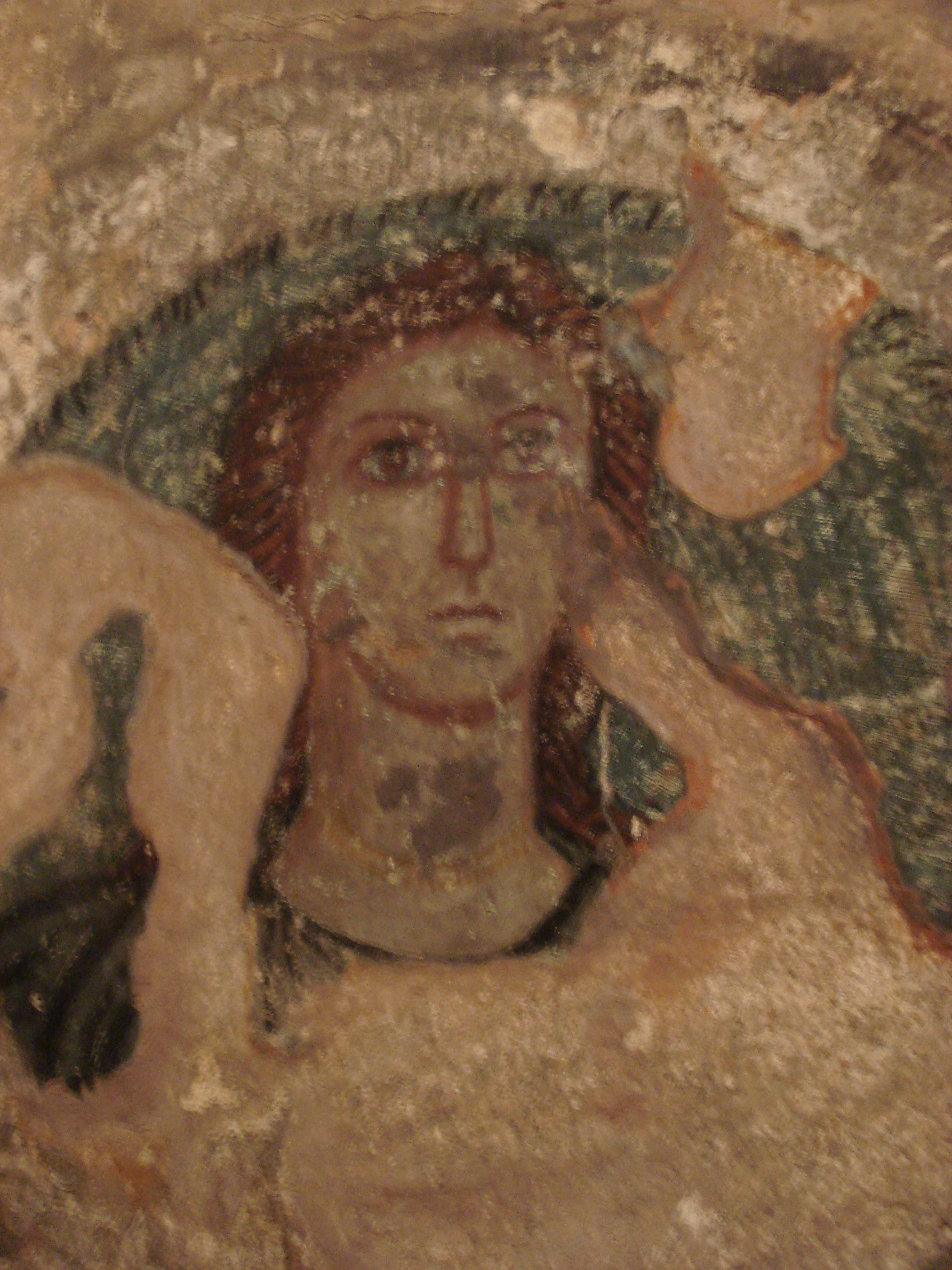
Фреска із зображенням богині Деметри. I століття н. е.
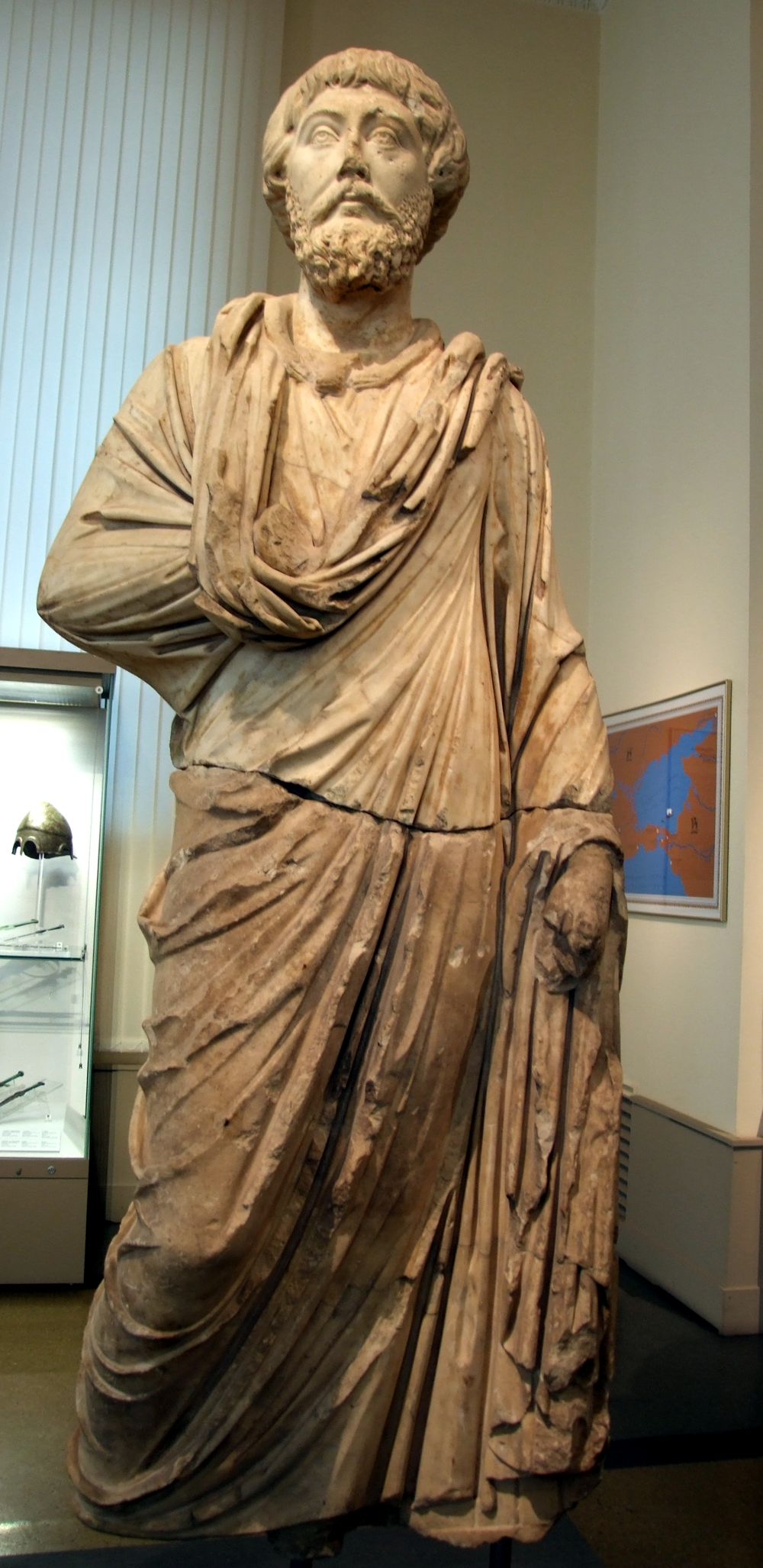
Статуя невідомого правителя міста Горгіппія (сучасна Анапа)

### Проникнення християнства
В римську добу до Криму проникає християнська віра. Наприкінці I століття до Херсонеса Таврійського був засланий 4-й Папа Римський Климент I, який помер тут близько 99 року. У наступні століття в Криму християнство дедалі більше поширювалося серед населення, попри гоніння за християнами, які були в Криму так само, як і на території безпосередньо Римської імперії. У 330-х роках, коли імператор Константин I Великий перетворив християнство на державну релігію, Крим, як і решта імперії, став активно християнізуватись.